# Christine Deichmann
Christine Elisabeth Deichmann (geb. Lund; * 12. April 1869 in Øverød; † 2. Dezember 1945 in den Vereinigten Staaten) war eine dänische Malerin, die vor allem für ihre grönländischen Motive bekannt ist.

## Leben

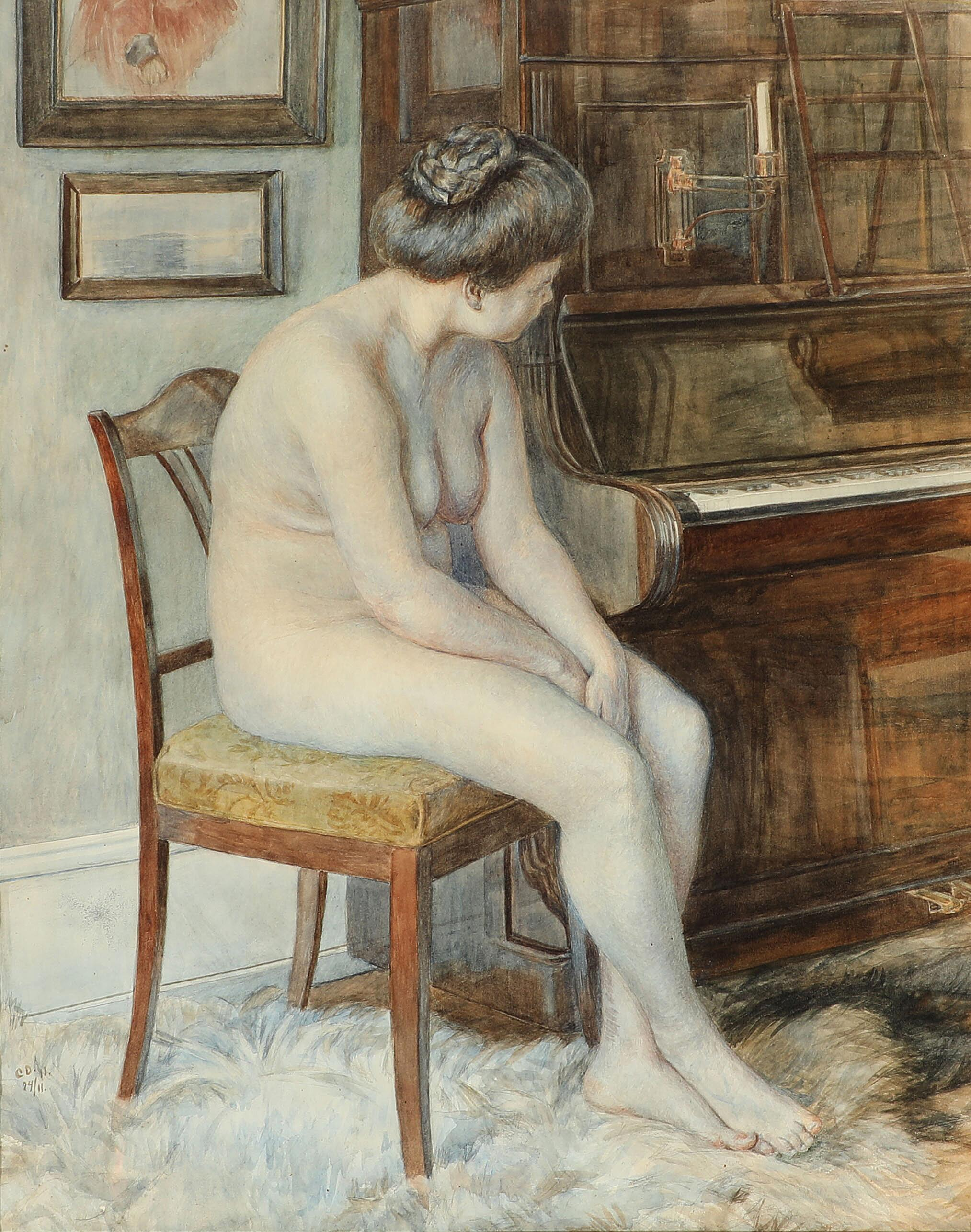
Interiør med siddende kvindelig model („Einrichtung mit sitzendem weiblichen Modell“), 1911

Christine Lund war die Tochter des Arztes Henrik Sigward Lund und seiner Frau Johanne Marie Helene Mürer. Schon als Kind wurde sie von 1882 bis 1883 von Frederik Rohde unterrichtet. Von 1885 bis 1886 wurde sie von Simon Simonsen unterrichtet. Von 1889 bis 1891 besuchte sie die Zeichenschule von Vilhelmine Bang und von 1890 bis 1894 die Kunstakademie, wo Viggo Johansen sie unterrichtete. Am 25. Juli 1894 heiratete sie in Søllerød den Arzt Henrik Deichmann (1871–1939). 1896 wurde ihr einziges Kind geboren, die spätere Museumsinspektorin Elisabeth Deichmann (1896–1975). 1902 unternahm ihr Mann eine Forschungsreise zur Ausbreitung von Syphilis in Arsuk und Ivittuut und wurde im Jahr darauf zum Distriktsarzt im Kolonialdistrikt Julianehaab ernannt, bevor er ab 1906 im Kolonialdistrikt Holsteinsborg diente. Christine Deichmann malte ihre Umgebung und stellte damit nicht die grönländische Landschaft und Bevölkerung als Idyll dar, wie ihre dänischen Kollegen Emanuel A. Petersen, Harald Moltke und Carl Rasmussen es taten, sondern das tatsächliche Alltagsleben. Sie ist die einzige weibliche Künstlerin Grönlands vor dem Zweiten Weltkrieg. 1910 kehrte sie nach Dänemark zurück. Ihre Aquarelle wurden vor allem in Dänemark ausgestellt, aber auch auf der Kolonialausstellung 1931 in Rom. 1939 starb ihr Mann und Christine Deichmann emigrierte in die USA, wo ihre Tochter schon seit 1926 lebte und mittlerweile Staatsbürgerin geworden war. Dort starb sie 1945 im Alter von 76 Jahren, aber ihre Urne wurde in Søllerød beigesetzt.